# SN 2002ea
SN 2002ea – supernowa typu IIn odkryta 21 lipca 2002 roku w galaktyce NGC 820. W momencie odkrycia miała maksymalną jasność 17,70m.